# Odiseja
Odiseja (starogrško Οδύσσεια: Odísseia) je grški junaški ep. Domnevni avtor je Homer, vendar se o njegovem avtorstvu porajajo dvomi. Pripovedovanje je namreč epizodično, neprestane so prekinitve glavne zgodbe, kar nakazuje na to, da so pesnitev vedno znova predelovali in ji kaj dodajali. Odiseja je sestavljena iz 24 spevov in je v nekem smislu nadaljevanje Iliade. Oba epa sta vira preučevanja grške družbe v obdobju od 12. do 8. stoletja pr. n. št.

## Nastanek
Delo bržkone ni nastalo naenkrat, ker je v njem preveč nepomembnih sestavin, ki samo zavlačujejo dogajanje. Vrh tega je Telemahija (I-IV) očitno privesek, druga Nekija (XXIV) pa je očitno nastala pozneje in je izpeljana iz nečesa drugega. Če ne upoštevamo interpolacij in manjših sledov dela poznejših rok, dobimo v splošnem vtis, da je bila pesnitev ustvarjena predvsem v treh obdobjih: najprej je bila to zgodba o Odisejevih pustolovskih potovanjih; v drugem obdobju ji je bil dodan njegov prihod na Itako in maščevanje nad snubci; in končno kaže Telemahija poznejšo željo, da bi uvrstili Odisejevo »Vrnitev« med zgodbe o vrnitvi drugih grških junakov. Celo tisti del epa, ki se zdi najstarejši in ki opeva junakova potovanja, kaže nagel preskok dejanja s Črnega morja v vode okrog Sicilije in Italije. Še več drugih znamenj kaže na dodajanje in popravljanje.

## Zgodba
Odiseja opisuje vračanje enega največjih grških junakov trojanske vojne, Odiseja, domov na Itako. Zaradi zamere nekaterim bogovom se potovanje zapleta in traja deset let. Dogajalni prostor je Sredozemlje, kot so ga poznali tedanji grški morjeplovci. V mnogo krajih, opisanih v epu, lahko prepoznamo današnje kraje. Ep poudarja moč človeškega razuma ter drugih vrlin in ne prepušča več vsega volji bogov. 
Zgradba epa je dvodelna. V prvem delu (1. - 12. spev) se Odisej vrne na Itako. Tja ga po gostoljubnem sprejemu v njihovi domovini pripeljejo Fajaki. Odisej jim je tam pripovedoval o svojih doživetjih na potovanju. Spopadel se je z enookimi Kiklopi, živel s čarovnico Kirko, potoval po podzemlju Hadu, se srečal s sirenami, plul mimo Scile in Karibde in se nazadnje spoznal z nimfo Kalipso, (ki mu je na ukaz bogov pomagala, da je dosegel otok Fajakov.) -(kdorkoli je tole pisal ni bral Odiseje.) Obenem spremljamo zgodbo Odisejevega sina Telemaha, ki je odšel iskat očeta. Obiskal je Šparto, in sicer očetove soborce izpred Troje in jih prosil za pomoč. 
V drugem delu (13. - 24. spev) se na Itaki srečata oče Odisej in sin Telemah. S pomočjo boginje Atene pripravijo maščevanje snubcem, ki, prepričani o Odisejevi smrti, dvorijo njegovi ženi Penelopi. Odisej pobije vse do zadnjega in zopet srečno zavlada na Itaki.

## Notranja zgradba
Celotno delo sestavlja 24 spevov. Prvih 12 govori o Odisejevem potovanju nazaj na rodni otok Itako, nadaljnih 12 pa o njegovih prigodah na otoku. Pripovedna tehnika je analitična, kar pomeni, da se pretekli dogodki razkrivajo tekom zgodbe. Okvirno pripoved vodi Odisej, ki nam v vloženih zgodbah razkriva svoje dogodivščine. Verz je heksameter, ki ga zaznamuje šest daktilskih stopic (-UU|-UU|-UU|-UU|-UU|-UU), zadnja stopica je lahko nepopoln ali katalektični daktil. Ritem starogrškega verza temelji na izmenjavanju kratkih (U) in dolgih (-) zlogov, medtem ko slovenski prevod vsebuje menjavo naglašenega in nenaglašenega zloga. Starogrški ritem zato spada med kvantitativni verzni sistem.
Homer je ep obogatil še z vsebinsko raznovrstnostjo. Značilnost Odiseje je tako epska širina, torej široko in podrobno opisovanje posameznih oseb in dejanj. Pogosti so okrasni pridevki, s katerimi Homer označuje lastnosti predmetov ali oseb. Homerska primera je posebna lastnost Homerjevih epov, pomeni pa razširjeno komparacijo, kjer Homer slikovito prikaže nek dogodek v primerjavi z drugim, po navadi povzetim iz narave. 
Homerjev jezik je arhaična jonska grščina, opazen pa je vpliv eolskega narečja.

## Drugi pomeni
Izraz odiseja ali odisejada je zaradi te zgodbe dobil še drug pomen - predstavlja izraz za dolgotrajno potovanje. 